# 46441 Майкпенстон
46441 Майкпенстон (46441 Mikepenston) — астероїд головного поясу, відкритий 10 червня 2002 року.
Тіссеранів параметр щодо Юпітера — 3,350.